# Port Lincoln City
Koordinaten: 34° 43′ S, 135° 51′ O

Die City of Port Lincoln ist ein lokales Verwaltungsgebiet (LGA) im australischen Bundesstaat South Australia. Das Gebiet ist 25 km² groß und hat etwa 14.000 Einwohner (2016).
Port Lincoln liegt am Südende der Eyre-Halbinsel am Spencer-Golfs etwa 250 Kilometer Luftlinie westlich der Metropole Adelaide. Das Gebiet beinhaltet acht Ortsteile und Ortschaften: Boston Bay, Happy Valley, Kirton Point, Lincoln Cove, Lincoln Gardens, Port Lincoln, Porter Bay und Rustlers Gully. Der Verwaltungssitz des Councils befindet sich in der Stadt Port Lincoln im Norden der LGA.

## Verwaltung
Der City Council von Port Lincoln hat elf Mitglieder, die zehn Councillor und der Vorsitzende und Mayor (Bürgermeister) des Councils werden von den Bewohnern der LGA gewählt. Port Lincoln ist nicht in Bezirke untergliedert.